# Lucien Olieslagers
Lucien Olieslagers (Vorselaar, 2 novembre 1936), est un ancien footballeur belge. Il a remporté le Soulier d'Or en 1959.

## Carrière comme joueur
- OG Vorselaar
- K Lierse SK
- KFC Malines
- FC Herentals

## Palmarès
- Coupe de Belgique: 1969
- Soulier d'Or 1959